# Ayman El Hassouni
Ayman El Hassouni (arabisch أيمن الحسوني, DMG Aiman al-Ḥassūnī; geb. 22. Februar 1995 in Casablanca) ist ein marokkanischer Fußballspieler.

## Karriere

### Klub
Er wechselte zur Saison 2015/16 von der U19 von Wydad Casablanca fest in die erste Mannschaft. Von hier wurde er ab September 2017 bis zum Ende dieses Jahres an Olympique Khouribga verliehen. Mit Wydad gewann er bislang fünf Meisterschaft, die Ausgabe 2021/22 der Champions League, sowie den CAF Super Cup.

### Nationalmannschaft
Seinen ersten bekannten Einsatz für die marokkanische A-Nationalmannschaft hatte er am 1. Dezember 2014 bei einem 4:0-Sieg über Palästina während der Gruppenphase des FIFA-Arabien-Pokal 2021. Hier wurde er in der 72. Minute für Abdelilah Hafidi eingewechselt. Danach bekam er in der Gruppenphase noch einen weiteren Einsatz und auch im Viertelfinale Spielzeit, wo seine Mannschaft schließlich ausschied.